# Edmée Daenen
Edmée Daenen (Kortrijk, 25 maart 1985) is een Belgische zangeres van de dance-formatie DHT. 

## Levensloop
Samen met Flor "Da Rick" Theeuwes maakte ze een dance-versie van Listen to Your Heart van Roxette. Hun nummer werd erg populair, zo stond het op één in de 'Billboard Hot Dance Airplay' en op acht in de 'Billboard Hot 100' eind augustus 2005. Een prestatie die alleen Technotronic, Soulsister en PvH haar hebben voorgedaan.
In 2025 focust Edmée volledig op een solo-carrière. Dit jaar staan meerdere releases gepland.

## Discografie[1][2]

### Singles
- Dared - Sun Teuduh-duh-te-te (2005)
- DHT - Listen to Your Heart (2003)
- DHT ft. Edmée - Listen to Your Heart (2005)
- DHT ft. Edmée - I Go Crazy (2006)
- DHT ft. Edmée - Someone (2005)
- DHT ft. Edmée - Heaven is a Place on Earth (2007)
- Edmée - Listen to Your Heart (remixed - 2024)
- Edmée - What Good Girls Do (2025)
- Edmée - L.O.V.E (2025)

### Album
- DHT ft. Edmée - Listen To Your Heart (2005)